# 火口

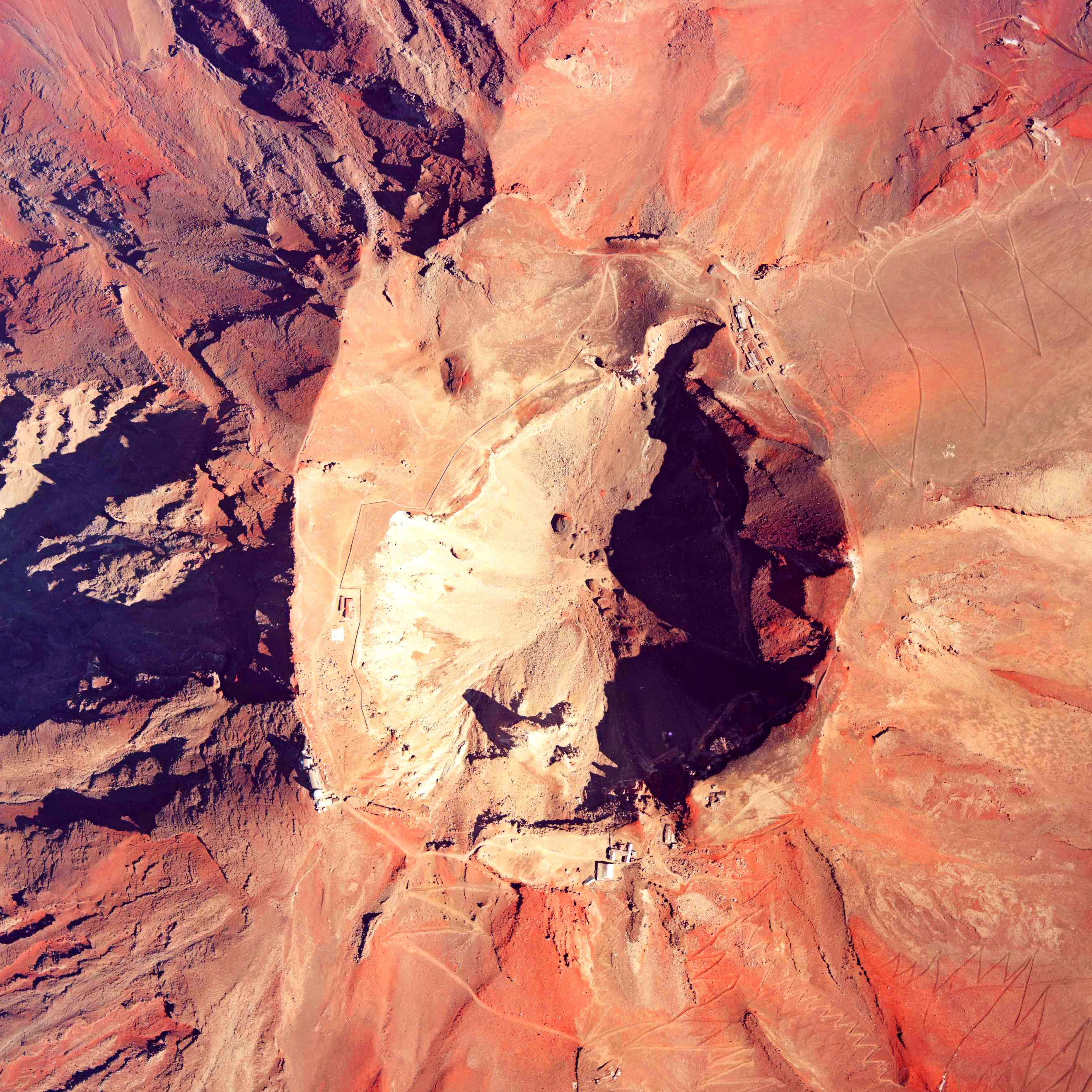
富士山の火口（1975年9月）。

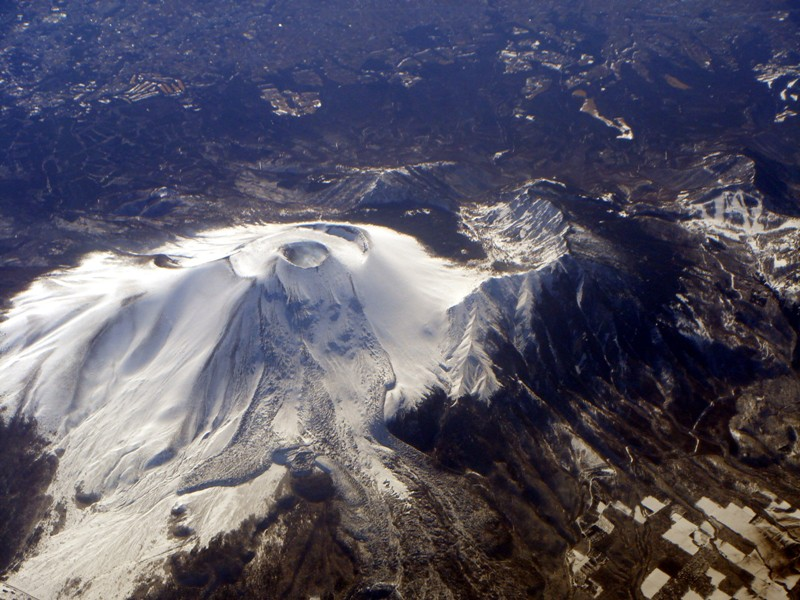
浅間山の火口（2007年2月）

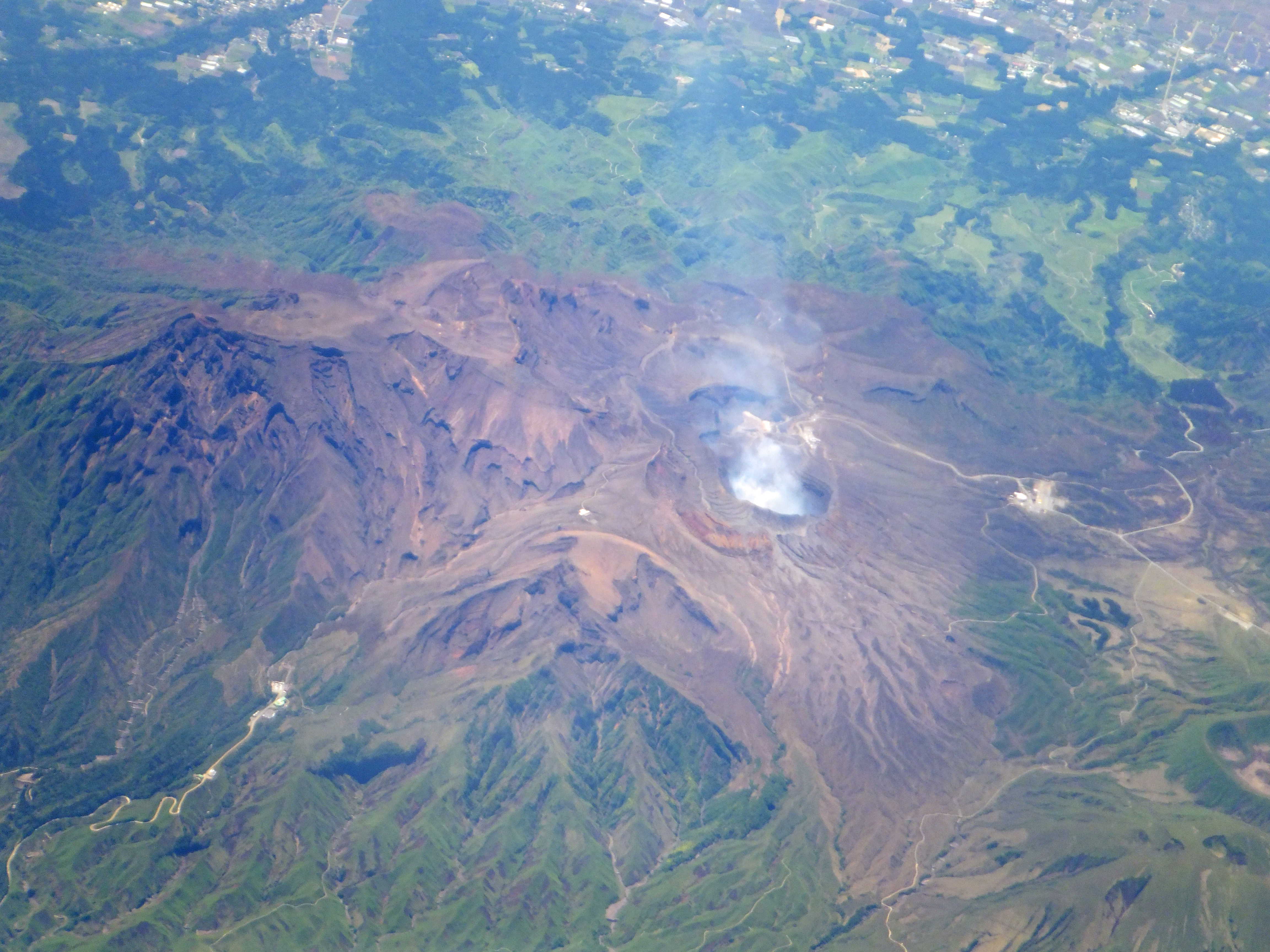
阿蘇山火口（2014年5月）

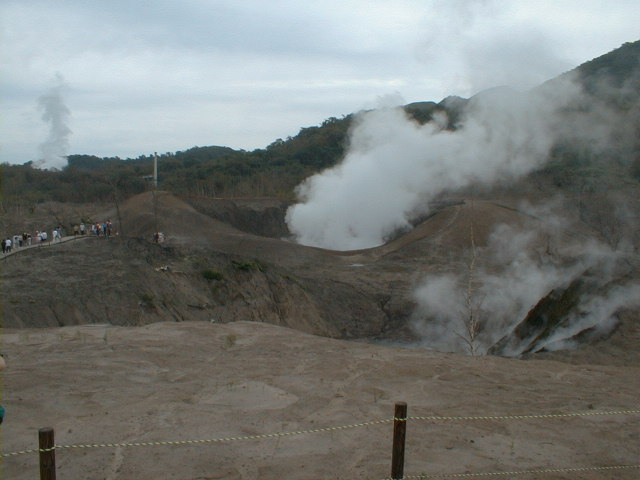
2000年の噴火活動で出来た有珠山の寄生火口。火口列をなす（2001年8月撮影）

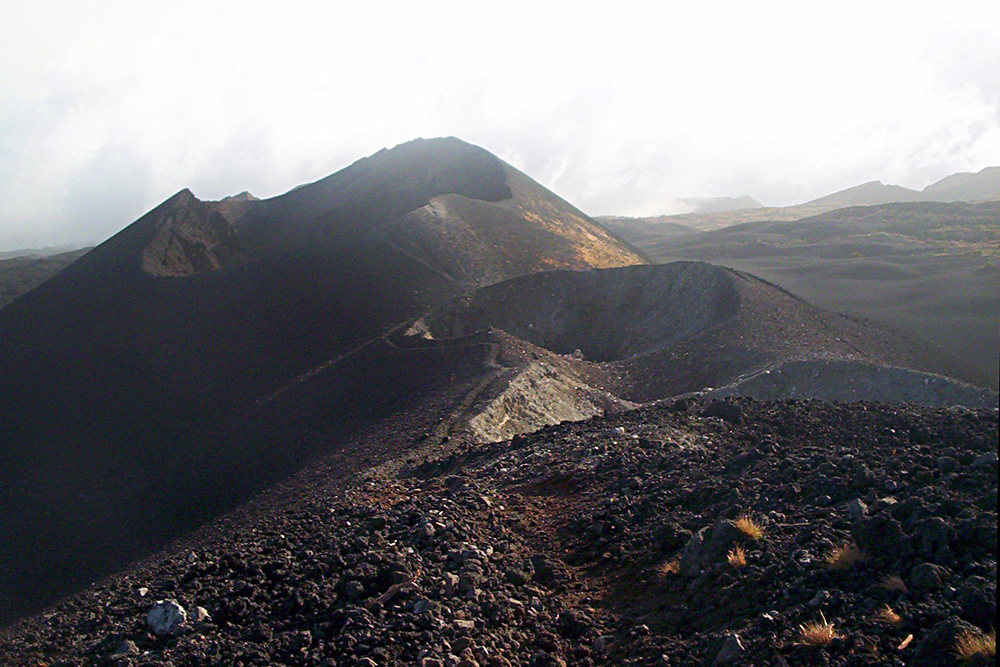
カメルーン山の火口

火口（かこう、英: crater）とは、地下のマグマや、火山ガスに運ばれた岩塊など、固体〜液体が地表に噴出する（または過去に噴出した）穴。噴出するものが泥や湯であっても規模によっては火口と呼ばれることがある。噴火口（英: eruptive crater）ともいう。
ガス（気体）のみを噴出する穴は噴気口と呼ぶことが多いが、実際のところサイズによって大まかに区別され、ガスのみであっても直径数メートルともなると火口と呼ばれることが多い。過去現在の噴火の有無は問われない（大分県伽藍岳の泥火口の例など）。

## 火口の形成と形状
火口はマグマや熱泥や温泉水が、地下深部から上昇してきて地表を突き破ることで形成される。
火口に水が溜まったものを火口湖という。

## 火口の配列
火口は直線上に並んで火口列をなすこともよくある。
- 割れ目噴火の場合

マグマが細い柱状ではなく板状の形で上昇してきた場合は割れ目噴火を起こすが、地表では連続した割れ目ではなく楕円形の火口が直線上に並んだ火口列となる。
- 広域応力場に影響されている場合

地殻はプレートの動きによって応力を受けているため、最大圧縮主応力軸と並行（最小圧縮主応力軸と直交）する方向が割れやすく、火口もこれに従って割れやすい方向に並ぶ傾向がある。この場合、火口どうしの間隔は割れ目噴火の火口列よりもかなり遠い。

## 危険性
地震活動などで近々噴火や火砕流発生の危険性があったり、硫黄由来の火山性ガスの噴出で中毒死する恐れがあるので立ち入り制限をしている自治体もある。

## ギャラリー

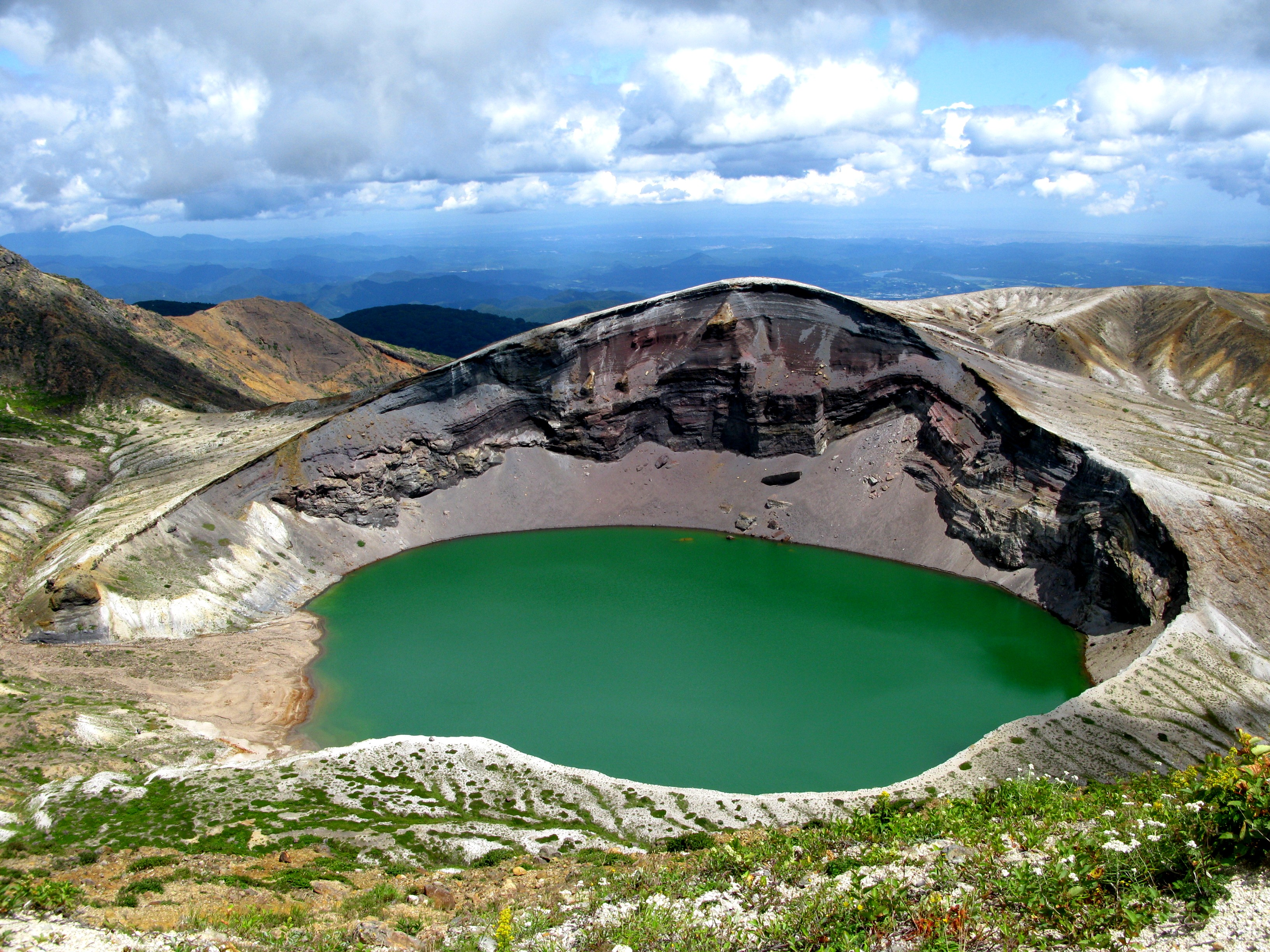
蔵王の御釜
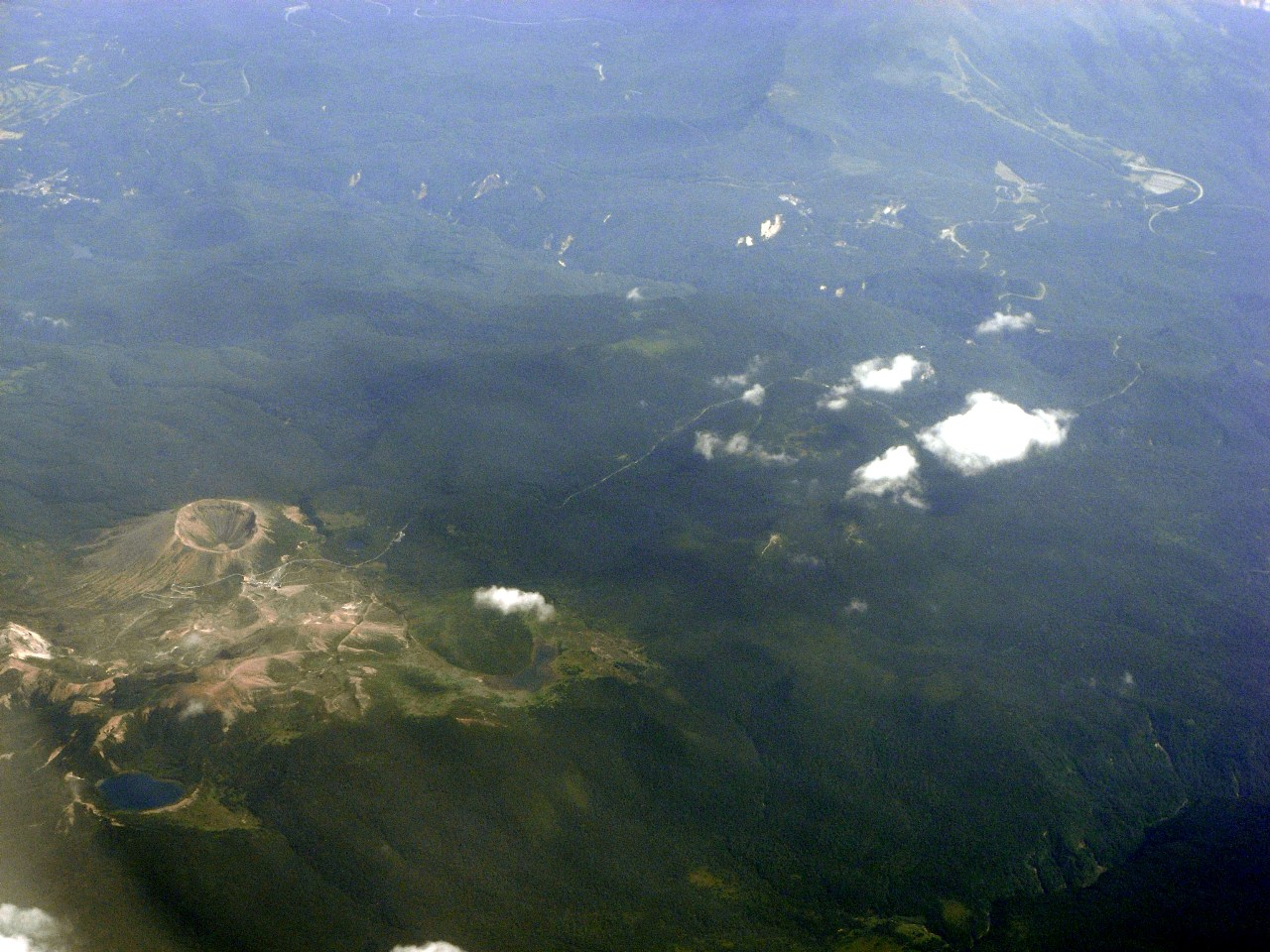
高空より見る吾妻小富士の火口と火口湖五色沼 (福島市)
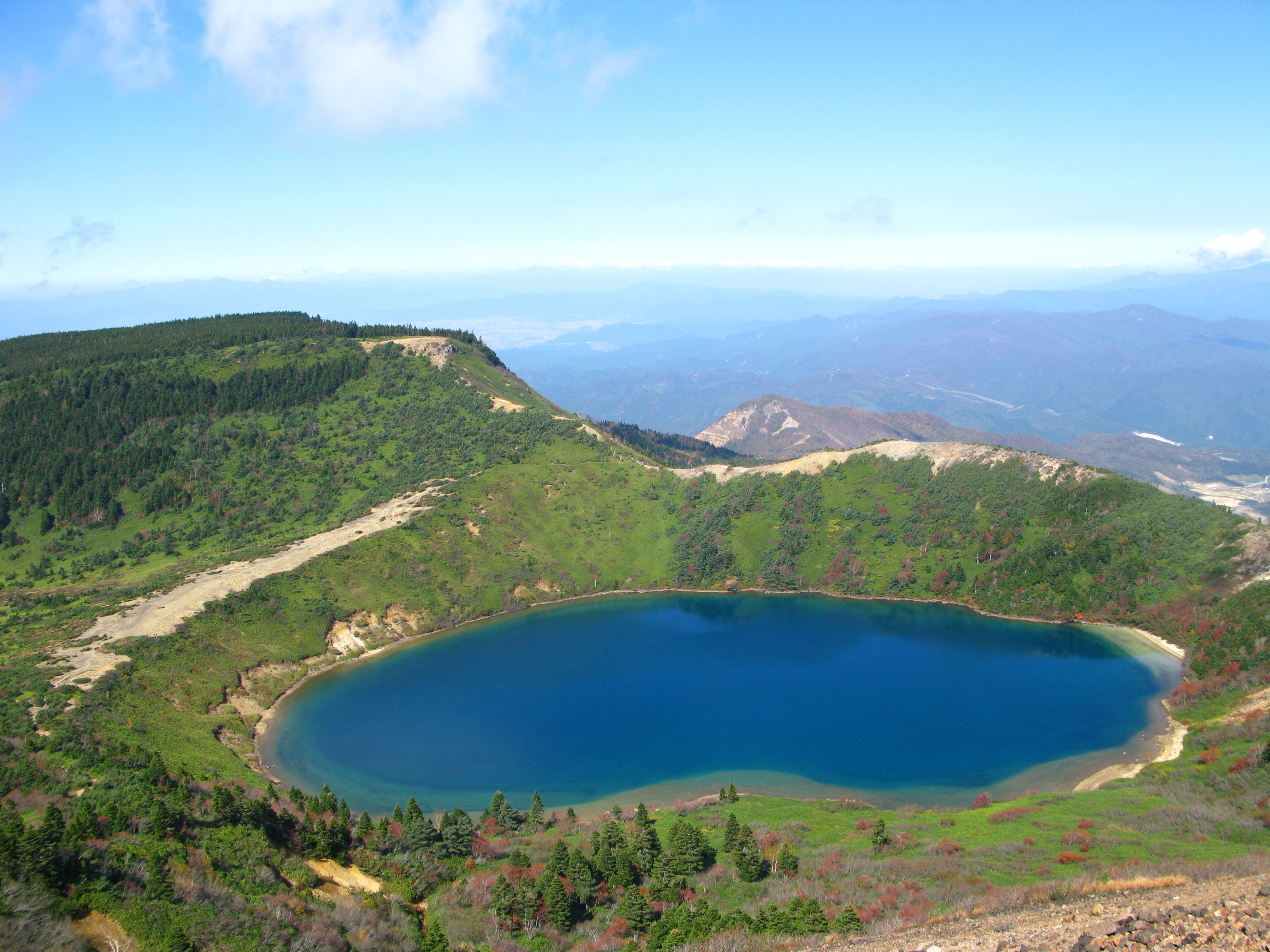
一切経山からの五色沼
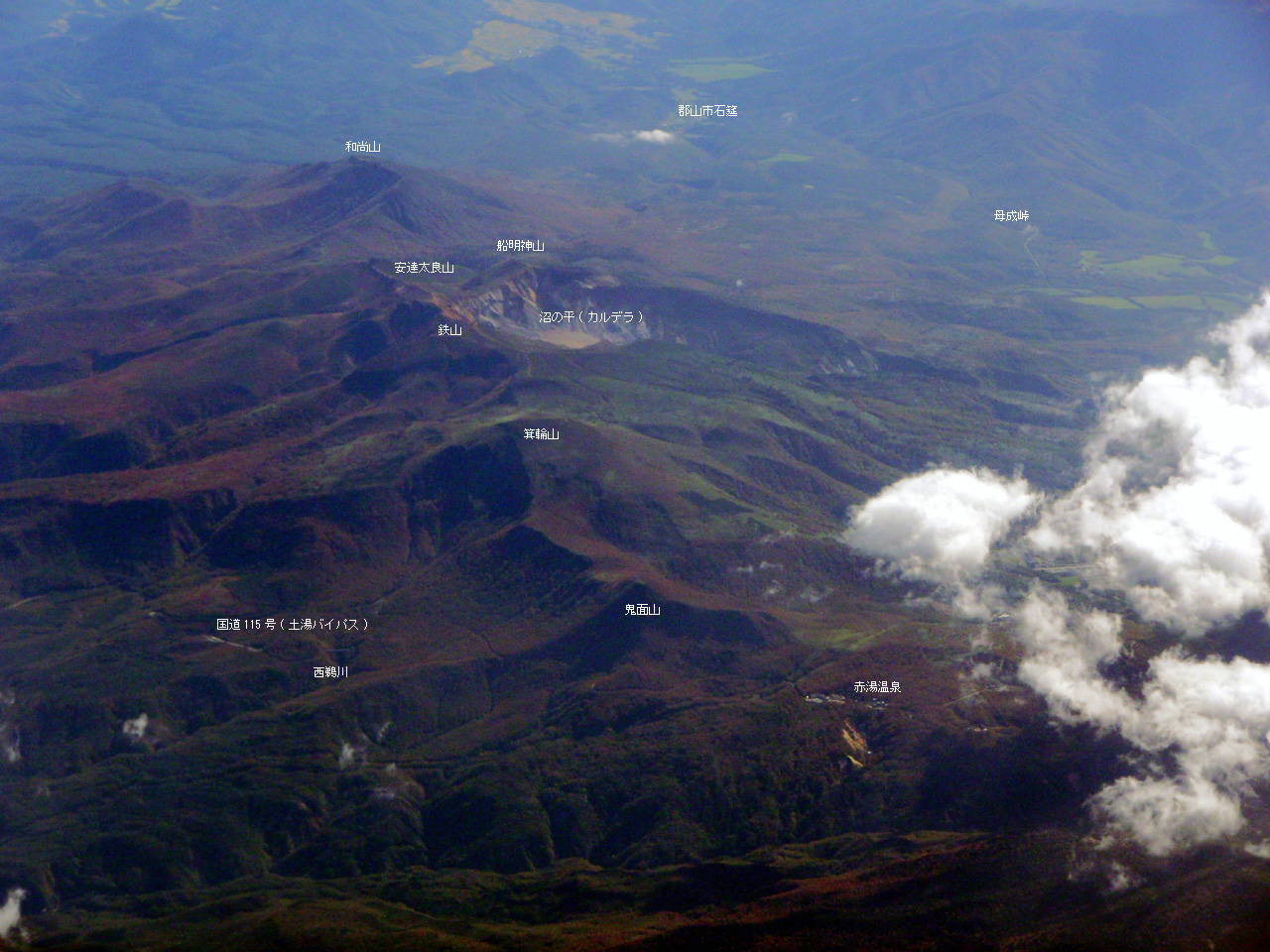
安達太良山・沼の平火口
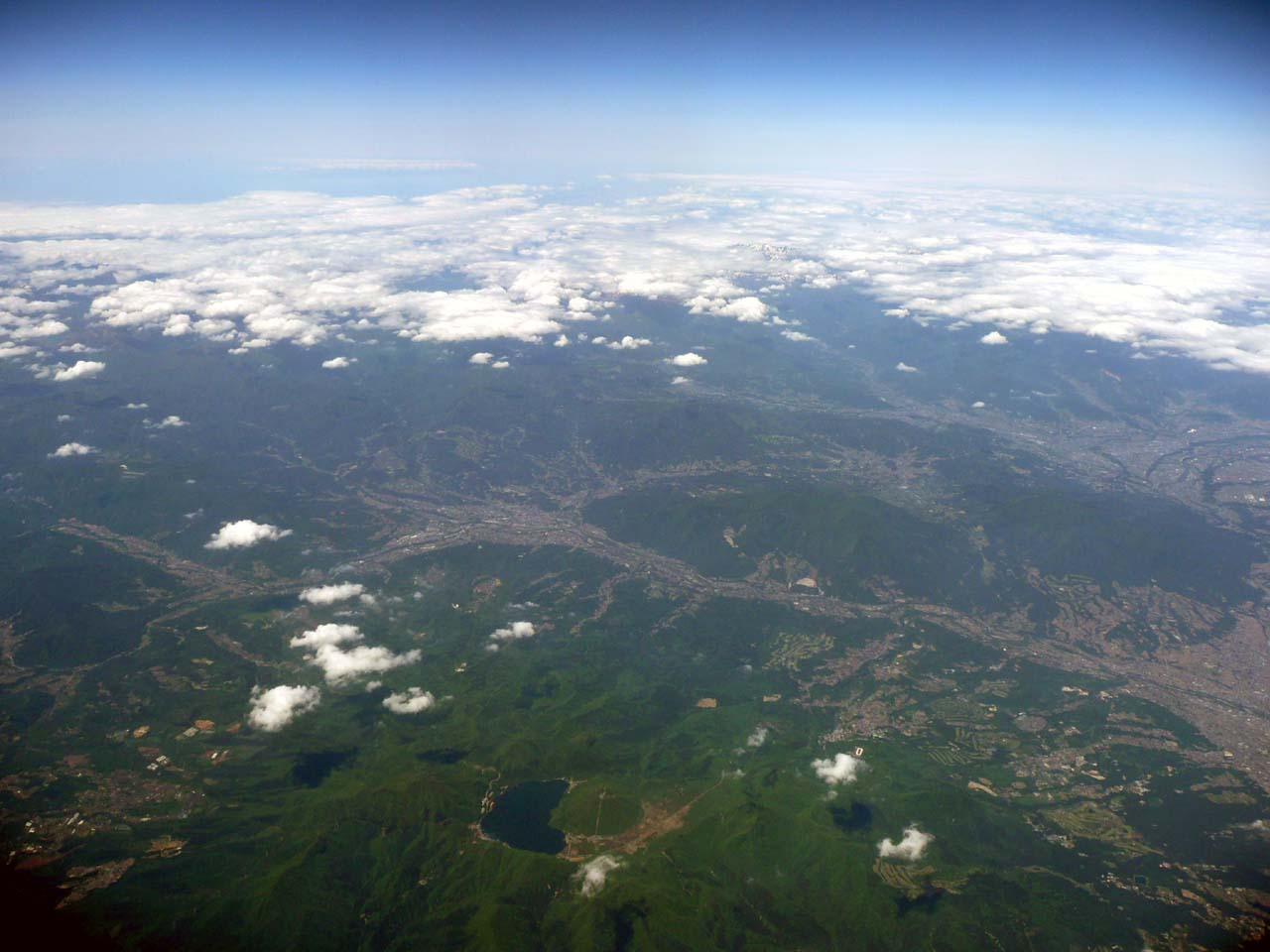
榛名山の火口湖榛名湖と中央火口丘榛名富士
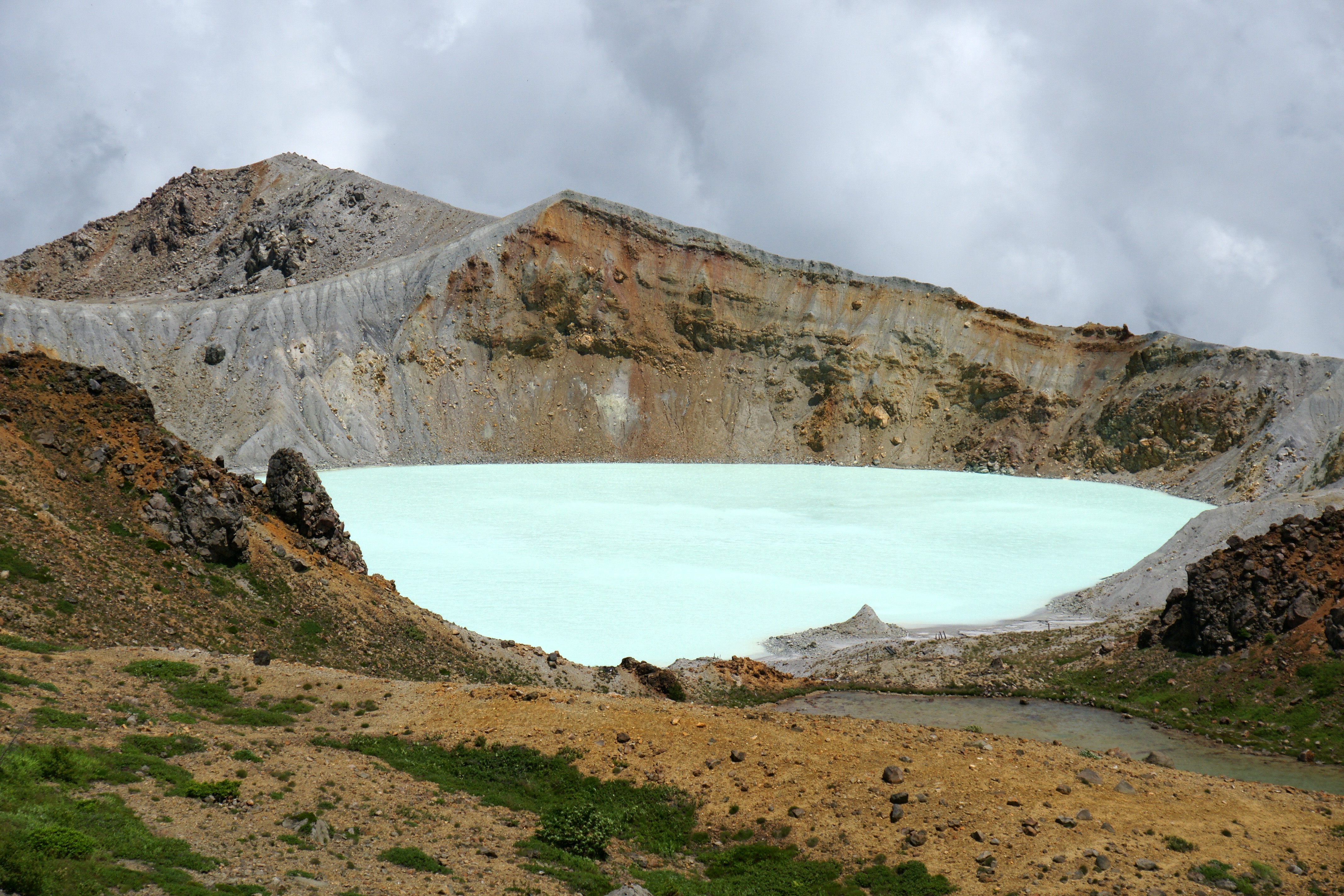
草津白根山の湯釜
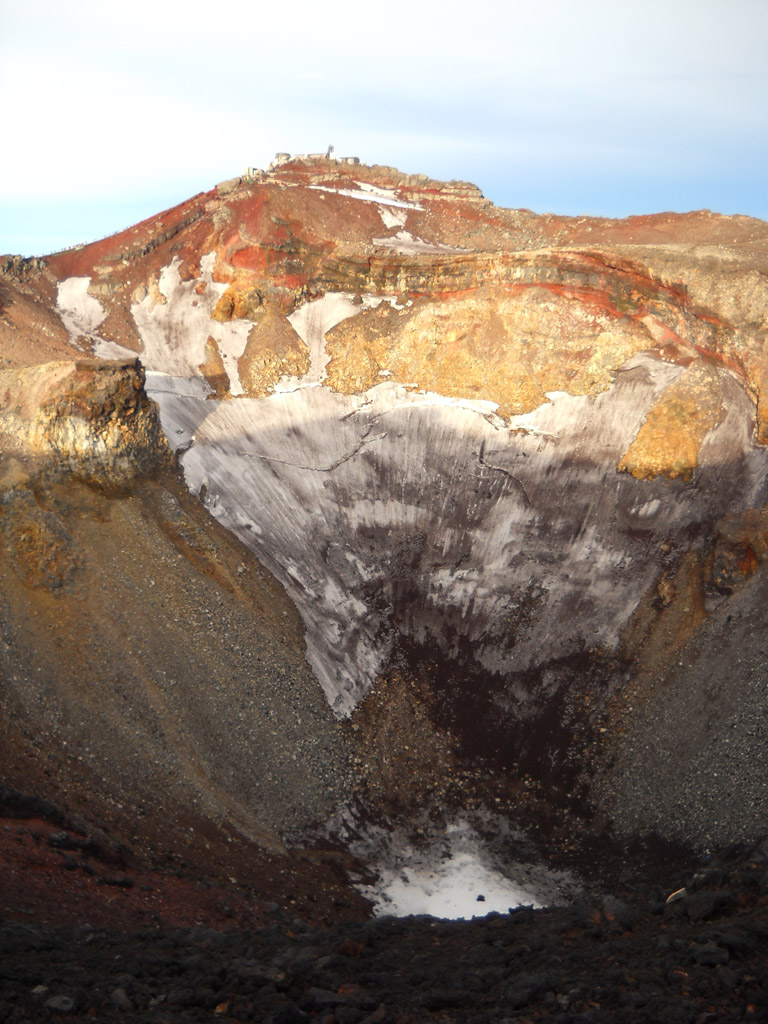
富士山の火口
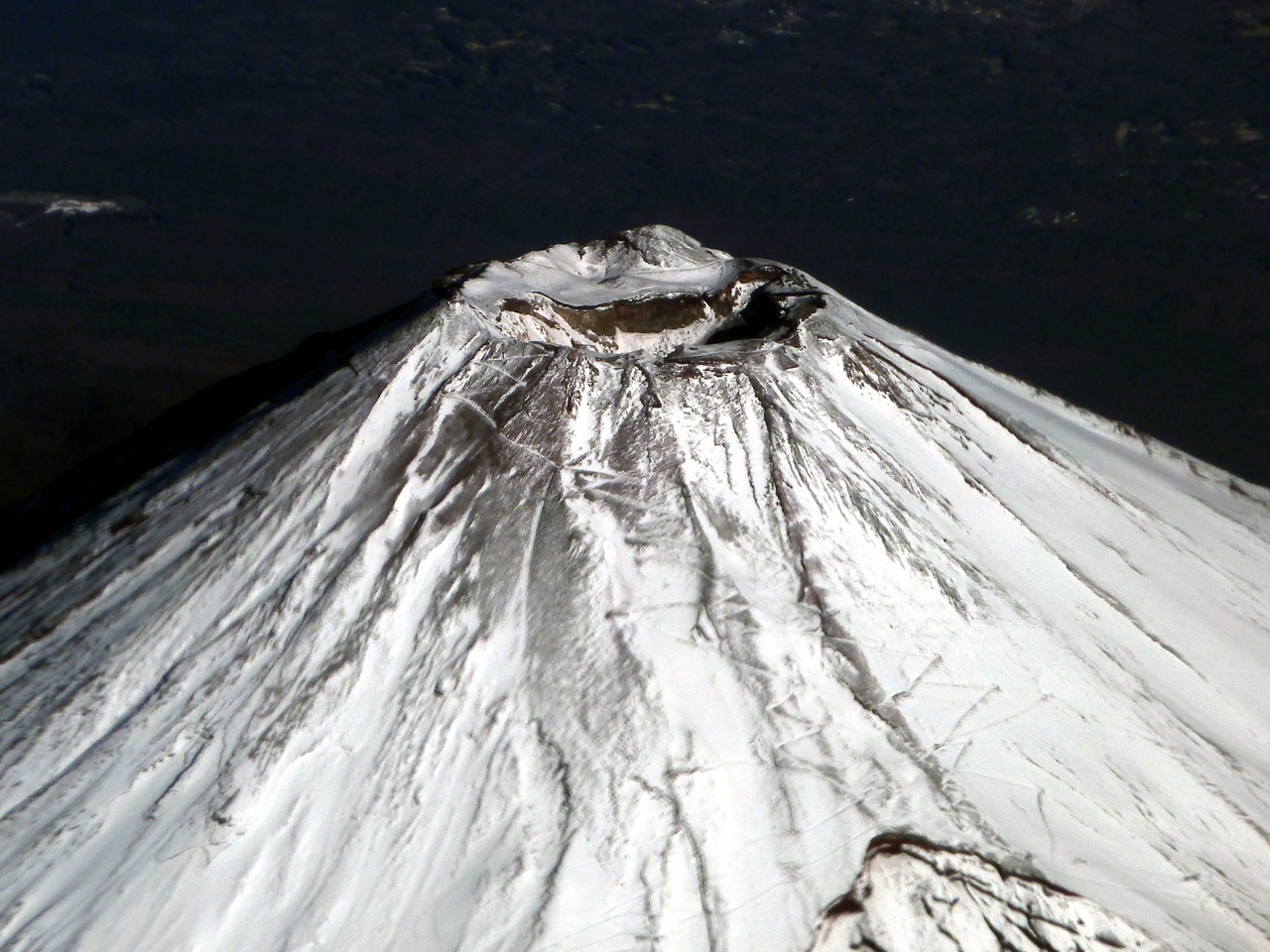
富士山の火口（2010年11月）
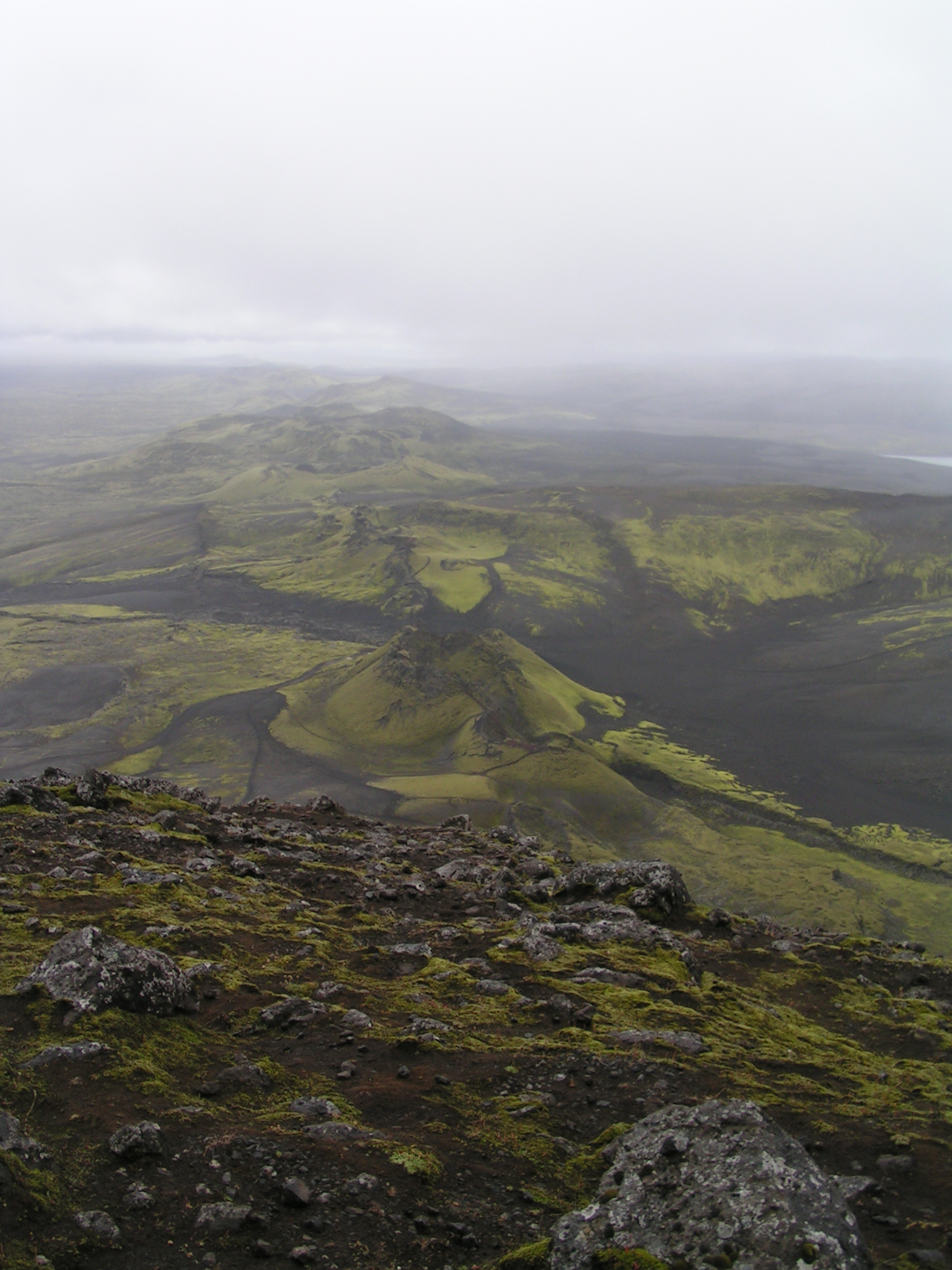
ラキ火山の火口(中央）。奥に向かって火口列を成している。
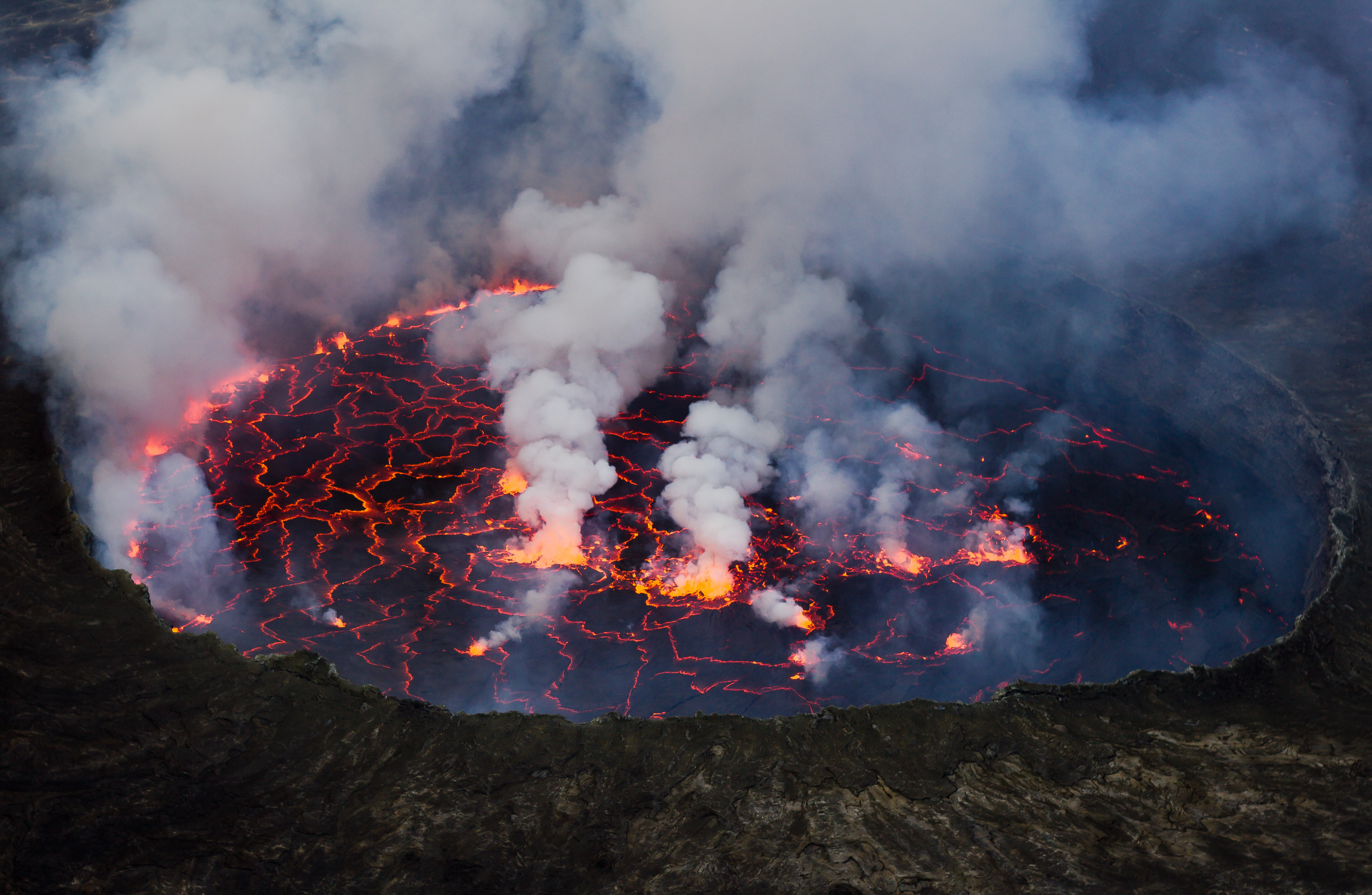
アフリカ東部・ニーラゴンゴ山の火口